# Pompej Veliki
Pompej Veliki (polno ime: Gnej Pompej Veliki; latinsko Gnaeus Pompeius Magnus), rimski vojskovodja, politik in državnik, * 29. september 106 pr. n. št., Picenum, † 29. september 48 pr. n. št., Egipt. 
Pompej je bil sin Gneja Pompeja Straba, bogatega rimskega politika. 70 pr. n. št. je skupaj s Krasom postal konzul. Ko je leta 67 pr. n. št. dobil pooblastila za boj proti piratom, jih je zatrl v treh mesecih. V vojni (66. – 64 pr. n. št.) s pontskim kraljem Mitridatom VI.  je Pompej zmagal in v Prednji Aziji ustanovil mnogo provinc in kneževin. 60 pr. n. št. je z Julijem Cezarjem ter Krasom sklenil prvi triumvirat, ki je bil obnovljen 56 pr. n. št. Leta 49 pr. n. št. je postal vrhovni poveljnik vojske senatske stranke. Po Cezarjevem vdoru v Italijo se je Pompej poražen umaknil v Grčijo, kjer je bil čez eno leto pri Farzalu še odločilno premagan. Umaknil se je na Lezbos in nato v Egipt, kjer je bil  ubit na svoj rojstni dan po ukazu faraona Ptolemaja XIII.